# 戦争と平和 (オペラ)
『戦争と平和』（せんそうとへいわ、ロシア語: Война и мир, ラテン文字転写: Voyna i mir）作品91は、セルゲイ・プロコフィエフの作曲したオペラ。リブレットは作曲者自身と妻のミーラ・メンデリソンによるもので、レフ・トルストイの同名の小説を原作とする。

## 概要
作曲当時に開始した独ソ戦と、原作に描かれるナポレオンのロシア侵攻を重ねあわせて書かれた、グランドオペラを思わせるスタイルの記念碑的な大作である。1941年に作曲がはじめられ、10年以上上演のための改訂を繰りかえしたにもかかわらずプロコフィエフの生前に完全な上演は行われなかったが、第二次世界大戦以降のオペラでレパートリーに残った数少ない作品の一つであり、「プロコーフィエフのオペラの傑作」「最も優れたソヴィエト・オペラの一つ」と評される。

## 作曲、初演
複数の改訂が行われており、作曲者は計5つの稿を作成している。
一人目の妻であるリーナ（Lina）によると、プロコフィエフはソビエト連邦帰国前の1935年の時点ですでに『戦争と平和』をオペラ化する着想を抱いていた。1941年4月、二人目の妻であるミーラが『戦争と平和』を朗読するのを聞いていたプロコフィエフは、ナターシャが負傷したアンドレイのもとを訪れる場面（原作第3巻第3部、最終稿第12場）に触発され、各場面の構想を立てはじめた。
- 第1稿……1941年6月にドイツがソ連へ侵攻したことで構想は急速に具体化し、8月から翌年の4月にかけ疎開先のナリチクとトビリシで作曲が行われ、全11場からなる形（最終稿からエピグラフと第2、10場を欠く）で完成した。芸術問題委員会による審査[注釈 2]の結果すぐに第2稿が作られることになりこの稿は長らく演奏されずにいたが、2010年、リタ・マカリスター(Rita McAllister)による復元でグラスゴーにおいて初演された[7]。

- 第2稿……委員会からの意見では、作品の英雄的な面をさらに強調することと、声楽のスタイルをさらに抒情的にすることが求められていた[8]。そこでプロコフィエフは1943年にかけ、おなじアルマ＝アタに滞在していたセルゲイ・エイゼンシュテインと相談しつつ改訂を進め、レチタティーヴォのかわりにアリオーソの配分を増やすとともに、エピグラフや終結部の合唱を追加し、さらにクトゥーゾフの性格をより英雄的にした[4]。ボリショイ劇場で予定されていた初演は首席指揮者のサムイル・サモスードが辞職することになって中止され、1944年10月16日、モスクワ俳優クラブ(Moscow Actor's Club)においてピアノ伴奏による演奏会形式で初演が行われた[9]。

- 第3稿……プロコフィエフの擁護者だったサモスードがマールイ劇場の芸術監督に就任したことで初演は現実的になったが、作品の規模が大きすぎたため、サモスードは作品をさらに長くして2夜に分けて上演することを提案し、最終稿における第2、10場が追加されてエピグラフと全13場の形となった。独立して1946年6月12日に初演された第1部は大成功をおさめ、翌1947年シーズンにかけて105回の上演を記録する[4]。しかし第2部はドレスリハーサルまで進んだ時点で「歴史的コンセプトの誤り」を理由に上演が差し止めとなった[10]。

- 第4稿……上演の機会を求めた[注釈 3]プロコフィエフは、検閲で問題となった第9場、第11場にくわえ、エピグラフと第7場を削除した全10場のかたちを提案した。リチャード・タラスキンはこれを正統な稿とはいえないとしているが[12]、西側にはじめてこの作品が紹介された際はこの稿が使われ（1953年5月26日、フィレンツェ五月音楽祭）、たびたび演奏された[4]。

- 第5稿……第4稿での削除部分をプロコフィエフはすべて復活させ、さらに新たな挿入をくわえて1952年に最終稿を完成させた[注釈 4]。この稿が初演されたのは作曲者の死後の1955年だったがこの際は多数のカットが行われ、初めてほぼ完全な形での演奏が行われたのは1959年12月15日のことだった[4]。

## 音楽

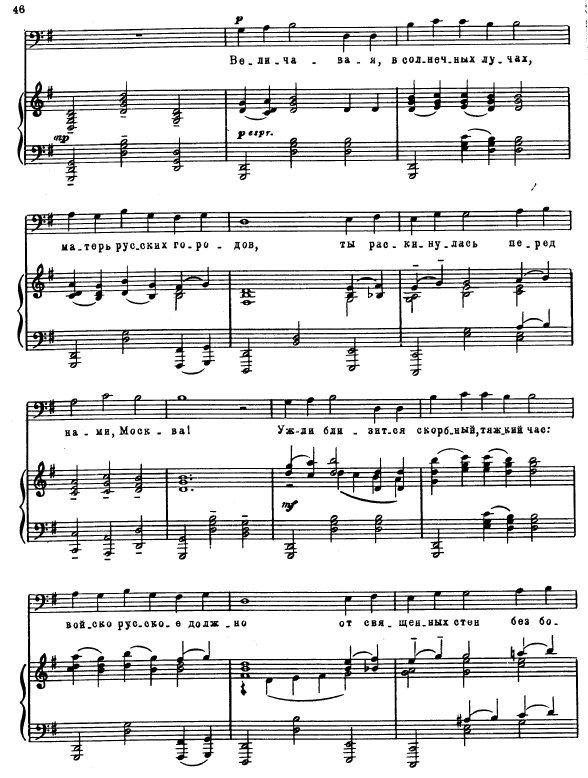
第10場、クトゥーゾフのアリア冒頭

初稿の段階ではプロコフィエフのほかのオペラと同様にレチタティーヴォを重視した書きかたがとられ、「トルストイのスタイルと言語をそのまま保つように」されていたが、改訂によって合唱の役割が増やされ、またアリオーソやアリアが多くなり、表情豊かで明解な旋律が大きな比重を持つこととなった。この結果「彼はその狭い、オペラへの自然主義的な考えを克服しつつあった」と評されることもあれば、「一種のアナクロニズムを出ない」作品とされることもある。
音楽的な構成については、さまざまなライトモティーフが全曲を通して用いられているほか、最後の2つの場では、それまでに登場した音楽が集中的に回想される。ナターシャやアンドレイといった中心人物については、性格的なレチタティーヴォと旋律的なアリオーソ、管弦楽の効果を動員してその性格が生き生きと描かれている一方で、ナポレオンの陣営やドーロホフの書斎の場面では、プロコフィエフの初期のオペラを思わせる神経質なオスティナートやせわしないレチタティーヴォが用いられ対比が作られている。
また、スラヴ系オペラの特徴に従って本作では筋の緊密さが弱く場面が並列的に接続されているが、それとともに、場面に応じて様々な様式を取りいれ、ロシアオペラの伝統とみごとに共鳴するかたちで対比が活用されている。第1部の音楽はピョートル・チャイコフスキーの「スペードの女王」や「エフゲニー・オネーギン」を思わせ、第2部のいくつかの場面はモデスト・ムソルグスキーの「ボリス・ゴドゥノフ」など歴史ものの系列につながっている。
個別の楽曲では、第10場のクトゥーゾフによるアリアや、第2幕のワルツが親しまれている。

## 配役
『新グローヴオペラ事典』と『オペラ名曲百科』を参照した。おもに複数の場に登場する人物のみを表に示す。
| 人物名                                 | 原名                                                       | 声域         | 説明                 |
| -------------------------------------- | ---------------------------------------------------------- | ------------ | -------------------- |
| アンドレイ・ボルコンスキー公爵         | Князь Андрей Болконский (Prince Andrei Bolkonsky)          | バリトン     |                      |
| ナターリャ・ロストワ（ナターシャ）     | Наташа Ростова (Natasha Rostova)                           | ソプラノ     |                      |
| ソーニャ                               | Соня (Sonia)                                               | メゾソプラノ | ナターシャのいとこ   |
| イリヤー・ロストフ伯爵                 | Граф Илья Ростов (Count Ilya Rostov)                       | バスバリトン | ナターシャの父親     |
| マリヤ・アフロシーモワ                 | Марья Ахросимова (Marya Akhrosimova)                       | メゾソプラノ | ナターシャの洗礼親   |
| ピョートル・ベズーホフ伯爵（ピエール） | Пьер Безухов (Pierre Bezukhov)                             | テノール     |                      |
| エレン・ベズーホワ伯爵夫人             | Элен Безухова (Hélène Bezukhova)                           | コントラルト | ピエールの妻         |
| アナトール・クラーギン公爵             | Анатоль Курагин (Anatol Kuragin)                           | テノール     | エレンの兄           |
| ドーロホフ                             | Долохов (Dolokhov)                                         | バスバリトン | アナトールの友人     |
| ドゥニャーシャ                         | Дуняша (Dunyasha)                                          | ソプラノ     | ロストフ家の小間使い |
| デニーソフ大佐                         | Подполковник Денисов (Colonel Denisov)                     | バスバリトン |                      |
| ミハイル・クトゥーゾフ総司令官         | Фельдмаршал Михаил Кутузов (Field Marshal Mikhail Kutuzov) | バス         |                      |
| ナポレオン・ボナパルト                 | Наполеон Бонапарт (Napoleon Bonaparte)                     | バリトン     |                      |
| プラトン・カラターエフ                 | Платон Каратаев (Platon Karatayev)                         | テノール     |                      |

そのほかの名前のある登場人物
- ペロンスカヤ (ソプラノ)
- アレクサンドル1世（黙役）
- マリヤ・ボルコンスカヤ公爵令嬢（メゾソプラノ）
- ニコライ・ボルコンスキー老公爵（バス）
- バラーガ（ハイバス）
- ジョゼフ（黙役）
- マトリョーシャ（コントラルト）
- ガヴリーラ（バリトン／バス）
- メティヴィエ（バリトン／バス）
- チーホン（バス）
- フョードル（テノール）
- ワシリーサ（メゾソプラノ）
- マトヴェーエフ（バリトン）
- トリーシカ（コントラルト）
- ベルティエ元帥（バスバリトン）
- コランクール元帥 en:Armand-Augustin-Louis_de_Caulaincourt（黙役）
- ベリャール将軍 en:Augustin_Daniel_Belliard（バス）
- 宮内長官ド・ボーセ（テノール）
- ベニグセン将軍（バス）
- バルクライ・ド・トーリ将軍（テノール）
- エルモーロフ将軍 en:Aleksey_Petrovich_Yermolov（バス）
- コノヴニーツィン将軍 ru:Коновницын,_Пётр_Петрович（テノール）
- ラエーフスキー将軍 en:Nikolay_Raevsky（バリトン）
- マラーシャ（黙役）
- ランバール大尉（バス）
- ボネ中尉（テノール）
- ジャコ大尉（バス）
- ジェラール（テノール）
- マーヴラ・クジミーニチナ（コントラルト）
- イワノフ（テノール）
- ダヴー元帥（バス）

名前のない登場人物
- 舞踏会の主人（テノール）
- 舞踏会の従僕（テノール）
- ボルコンスキー家の老従僕（バリトン）
- ボルコンスキー家の小間使い（メゾソプラノ）
- ボルコンスキー家の召使（バス）
- 僧院長（テノール）
- 二人のドイツの将軍（台詞）
- アンドレイの伝令（テノール）
- クトゥーゾフの副官（テノール）
- 第一の参謀将校（テノール、もしくはバリトン）
- 第二の参謀将校（バス／バリトン）
- コンパン将軍(en:Jean_Dominique_Compans)の副官（テノール）
- ミュラ元帥の副官（コントラルト）
- ウジェーヌ皇子の副官（テノール）
- 舞台裏の声（テノール）
- ナポレオンの随員中の副官（ハイ・バス）
- 歌の音頭取り（バリトン）
- 若い工員（テノール、もしくはバリトン）
- 商店主（ソプラノ）
- フランス軍将校（バリトン）
- 三人の狂人（テノール、ハイ・バス、黙役）
- 二人のフランス人女優（ソプラノ、メゾソプラノ）
- 護送隊（黙役）

- 合唱……舞踏会の招待客たち、モスクワ市民たち、農民義勇兵たち、ロシア軍兵士たち、パルチザンたち、フランス軍兵士たち

## 物語
『新グローヴオペラ事典』と『オペラ名曲百科』を参照した。
全2部、13場からなり、5幕構成として上演されることがある。原作の内容を大幅に刈り込み、とくに第1部は、原作第2巻後半で描かれるナターシャの恋愛に場面が集中している。

### エピグラフ
原作第3巻から改変した詩で、外国の侵入に対する抵抗の決意を合唱が歌う。第2部冒頭に置くこともでき、どちらを採るべきかプロコフィエフは決定していない。

### 第1部
クトゥーゾフを表すライトモティーフを用いた短い序曲がおかれている。

#### 第1場

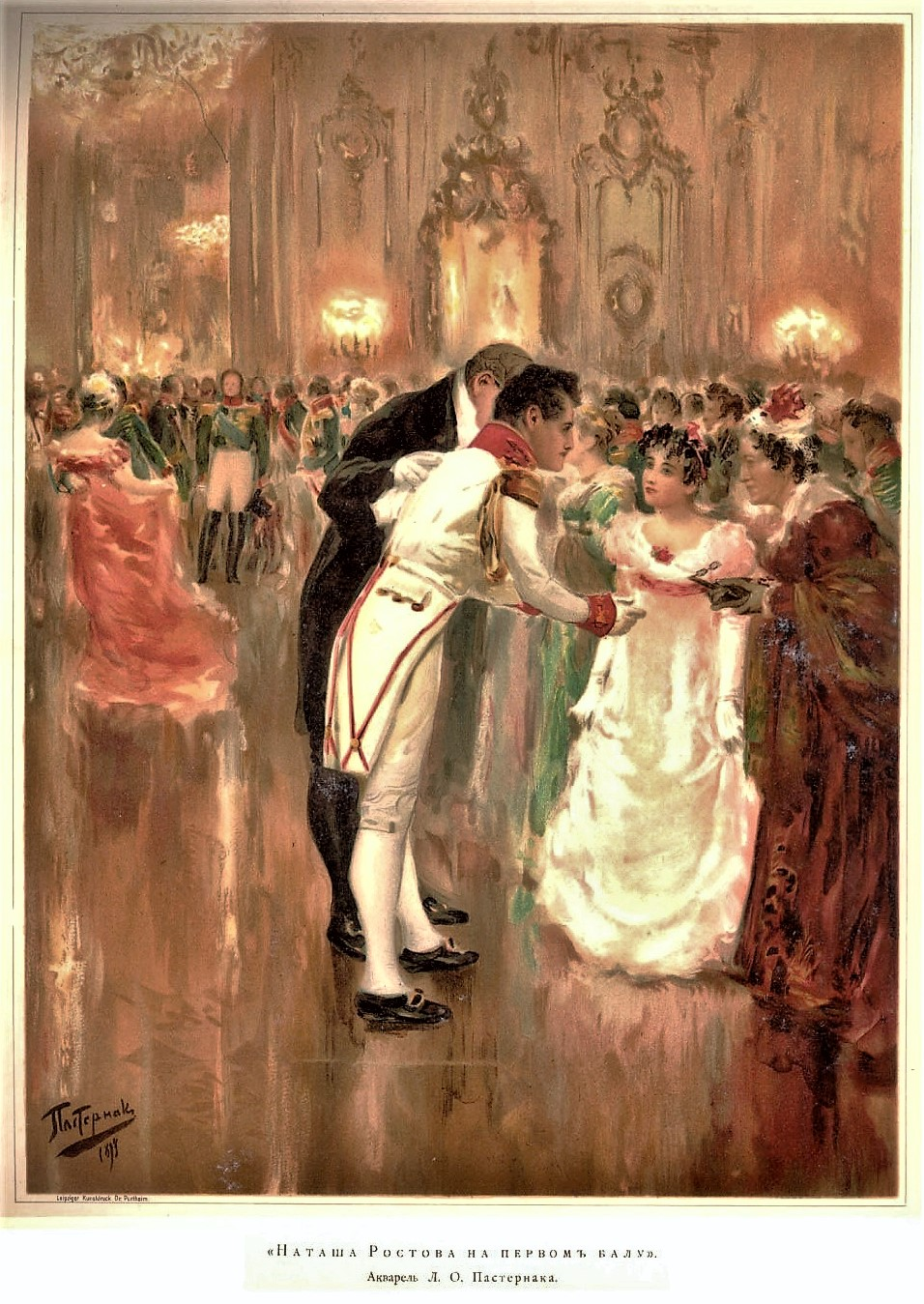
舞踏会のナターシャ。レオニード・パステルナーク画

ロストフ邸とその庭。5月の夜、客として滞在しているアンドレイが眠れずにいると、ロストフ家令嬢のナターシャとそのいとこのソーニャが上階の窓辺へ現れ、声が聞こえてくる。妻を亡くしているアンドレイにナターシャへの想いが芽生える。

#### 第2場
1809年の大晦日、老貴族の館の舞踏会場。ポロネーズが踊られ、合唱がそれに続く。ナターシャは父親のロストフ伯爵とソーニャとともに現れ、洗礼親のアフロシーモワ、その知人のペロンスカヤと言葉を交わす。ピエールとその妻エレン、エレンの兄アナトールと友人のドーロホフが次々と到着する。アナトールはナターシャの容姿を気に入り、エレンに仲立ちを頼む。皇帝アレクサンドル1世が現れ、マズルカが踊られる。
アンドレイが現れて、ピエールはナターシャを彼に引きあわせる。ワルツにのってアンドレイとナターシャは言葉を交わし、それを見ていたロストフ伯爵はふたたびアンドレイを家へと招待する。

#### 第3場
ボルコンスキー老公爵邸。アンドレイの求婚を受けたナターシャはロストフ伯爵とともに、アンドレイの父親の老公爵のもとを訪れる。しかし老公爵はすぐに現れず、彼女たちはアンドレイの妹のマリヤとやりとりする。結婚に反対する老公爵から侮辱を受け、ナターシャは怒りとアンドレイへの愛を歌う。

#### 第4場

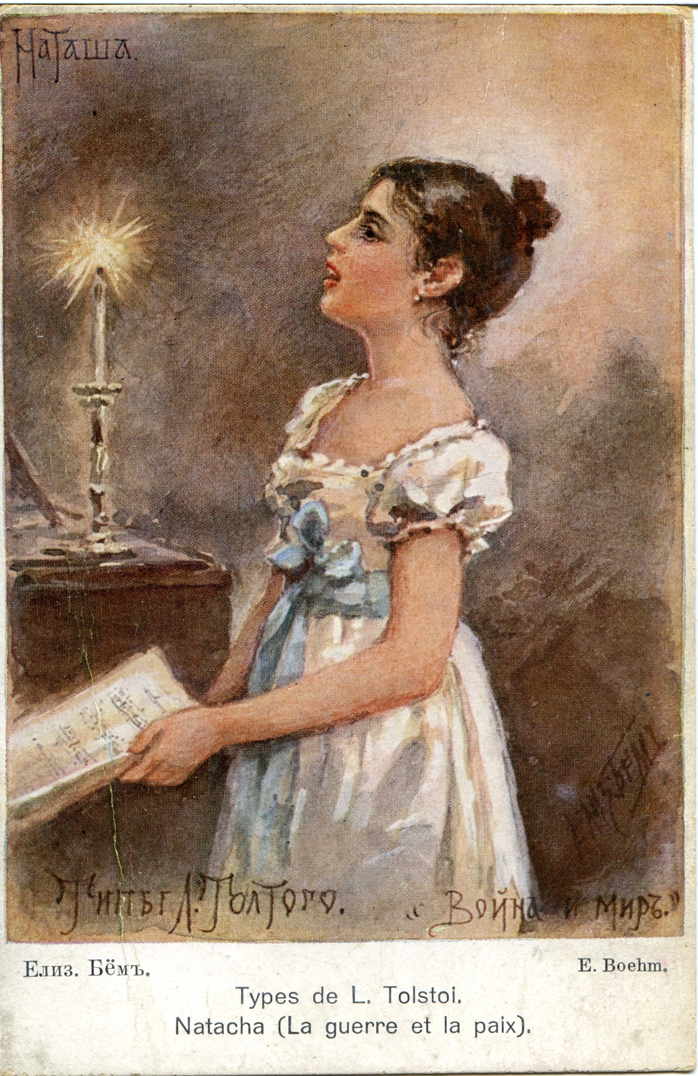
ナターシャを描いた絵葉書。Elisabeth Boehm画

ベズーホフ伯爵邸。舞踏会が開かれているなか、エレンはナターシャの婚約を祝福するが、アナトールが彼女に恋していることも伝える。アナトールが現れて彼女を誘惑し、情熱的な手紙を渡していく。ソーニャからは警告されるものの、ナターシャは心を動かされている。

#### 第5場
ドーロホフの家。アナトールがナターシャとの駆け落ちの計画を話し、ドーロホフからは警告を受ける。アナトールは御者のバラガを呼び、遊び相手のジプシー女、マトリョーシャに別れを告げて出発していく。

#### 第6場
アフロシーモワ邸。ナターシャはアナトールを待っていたが、ソーニャの密告によって計画が知られアナトールは追い返される。アフロシーモワがエレンやアナトールの「フランス風」の道徳を非難する。ピエールが現れて、アナトールには妻がいることを伝えられたナターシャは行いを悔いる。ピエールはナターシャへの秘めた思いを打ち明ける。

#### 第7場
ベズーホフ邸。エレンやアナトールたちが話しているところへピエールが現れ、アナトールを激しく非難する。一人になったピエールが物思いにふけっていると、デニーソフが戦争の勃発を知らせに現れる。

### 第2部

#### 第8場

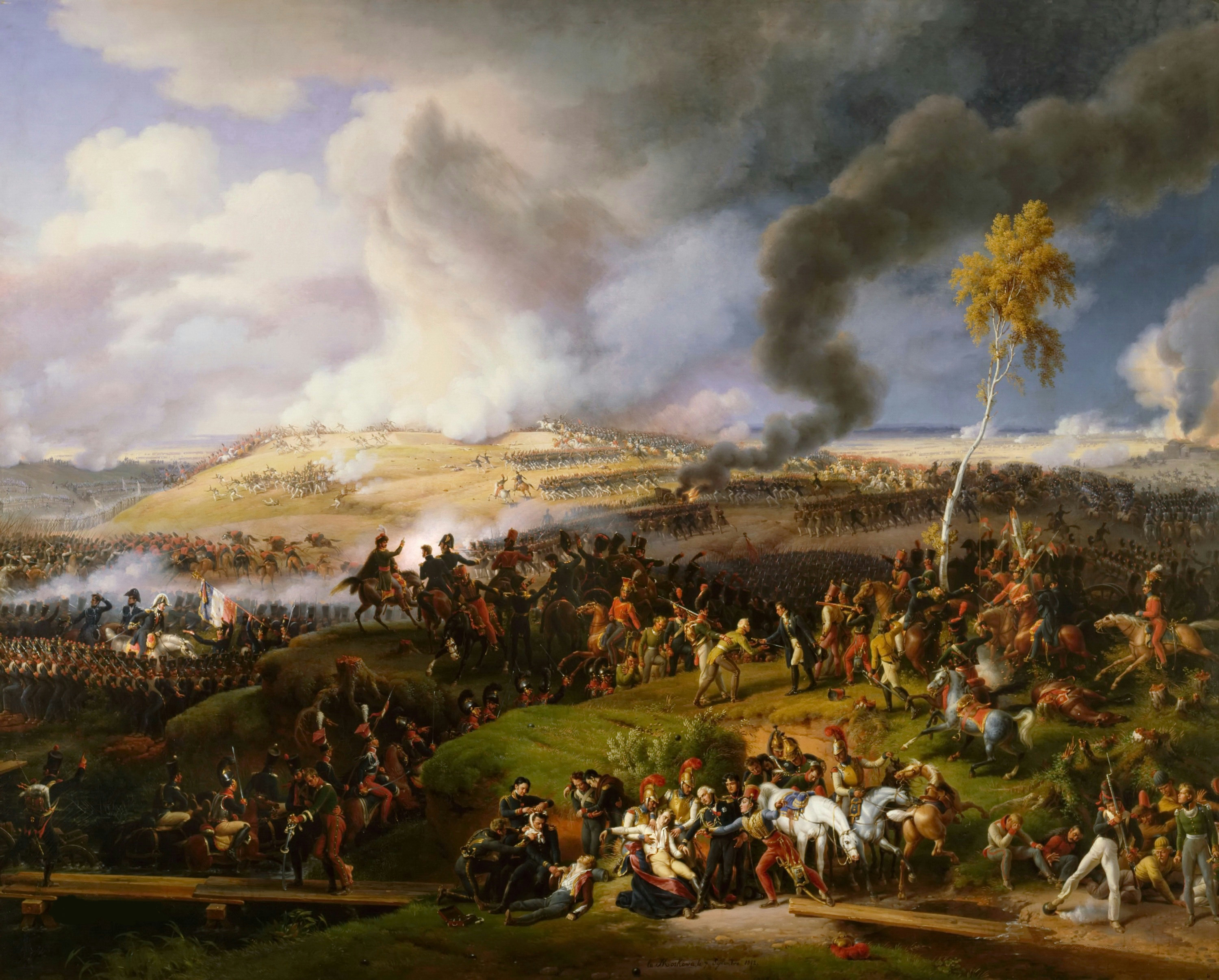
ボロジノの戦い。Louis Lejeune画

ボロジノの戦い前夜のロシア軍堡塁。義勇兵たちの合唱に続き、アンドレイとデニーソフが言葉を交わす。農民たちは住処を追われた悲しみと抵抗の意思を歌い、ピエールと出会ったアンドレイは勝利への決意を語る。
合唱に迎えられてクトゥーゾフ総司令官が登場し、軍を鼓舞する。アンドレイはクトゥーゾフから参謀に加わるよう誘いを受けるが、連隊のもとにとどまると答える。

#### 第9場
ボロジノの戦いの最中、ナポレオン軍の位置するシェヴァルジノ堡塁。ナポレオンはモスクワへの入城を思い描くが、前線からはかんばしくない報告が続き、苦戦にナポレオンは困惑する。

#### 第10場
フィリ(Fili)の農家。将軍たちが集まって軍事会議が開かれ、モスクワの扱いが議題になっている。モスクワを放棄する苦渋の決断を下したクトゥーゾフは、モスクワへの思いを歌う（「荘厳なる、陽に輝く、ロシアの町々の母よ」 Величавая в солнечных лучах）。

#### 第11場
フランス軍に占領されたモスクワ。フランス人兵士たちは無為に過ごしており、モスクワの住民たちは反抗的である。ピエールが現れてロストフ家の小間使いのドゥニャーシャと出会い、ロストフ家は家財道具を捨てて退去し、偶然負傷者として滞在していたアンドレイもともにいたと聞かされる。

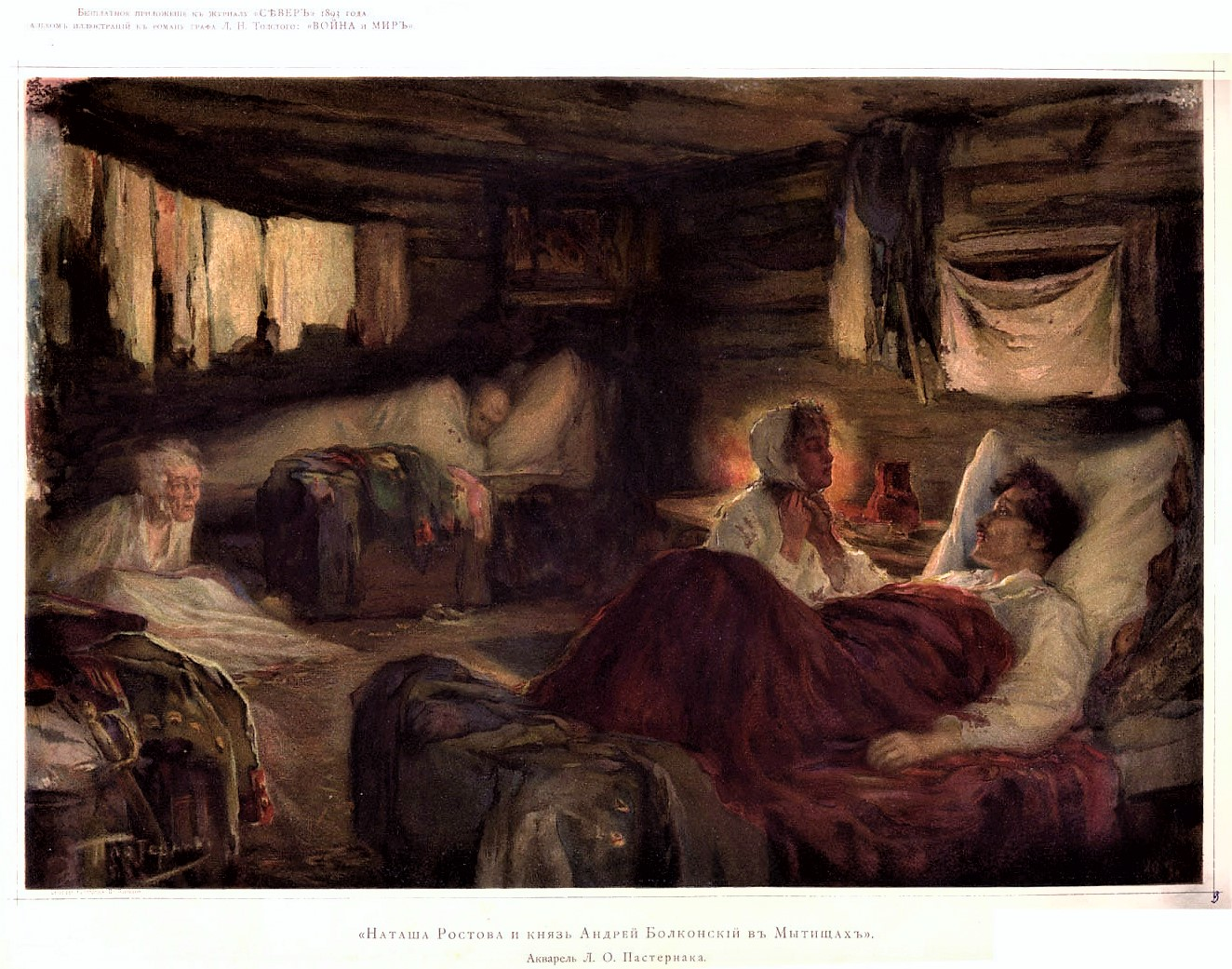
負傷したアンドレイのもとを訪れるナターシャ。レオニード・パステルナーク画

街を後にするまえに住民たちは建物へ火を放っていく。ピエールは放火の罪を着せられてフランス軍に捕縛され、おなじ捕虜のカタラーエフと知り合う。混乱のなか街は炎に包まれていく。

#### 第12場
薄暗い農家。瀕死の重傷を負ったアンドレイはベッドに横たわり、幻覚を見ている。我に返ると枕元にはナターシャの姿がある。アンドレイはナターシャを許し、二人は出会いを回想しながらあらためて愛を語りあい、アンドレイは息絶える。

#### 第13場
吹雪のスモレンスク街道。フランス軍が捕虜を連れて撤退していく。カタラーエフは隊列についていけなくなり射殺される。デニーソフ率いるパルチザンが現れて、ピエールたちは解放され、アンドレイの死とナターシャの無事を知らされる。クトゥーゾフが登場してロシアの勝利を宣言し、一同の喜びの合唱で終わる。

## 編曲
プロコフィエフは「三つのオレンジへの恋」「修道院での婚約」などのオペラでは管弦楽のための演奏会用組曲を編んでいるが、本作ではそれをおこなっていない。クリストファー・パーマーが1988年に作成した組曲は3つの楽章からなり、それぞれ第2場、第1場、第13場の音楽を再構成している。
プロコフィエフ自身の編曲では、第2幕と第4幕に現れるワルツが、1946年に初演された管弦楽のための「ワルツ組曲」Op.110の第5曲、第1曲として収められた。またピアノ独奏のために、第4幕のワルツが「3つの小品」Op.96の第1曲として、第2幕のワルツが個別のかたちでそれぞれ編曲されている。